# 인재 풀제
인재 풀제(talent pool)는 입사를 원하는 사람들과 수시로 면접하여, 입사희망 시기, 희망 부서 및 적성 등을 컴퓨터에 입력해 두었다가 필요한 시기에 필요한 사람을 채용하는 인력 운용 체제이다. 입사 희망자는 입사 기회가 단 한 차례를 끝나지 않고 계속 유효하다는 점에서, 회사측으로서는 인력공급을 원활하게 할 수 있다는 점에서 서로가 유익한 제도라 할 수 있다.